# Can Cardona (Sant Just Desvern)
Can Cardona és un edifici del municipi de Sant Just Desvern (Baix Llobregat) que forma part de l'Inventari del Patrimoni Arquitectònic de Catalunya.

## Descripció
És una masia en la qual es pot observar el seu creixement. Possiblement, primer s'afegí, darrere, el celler i la pallissa, integrada després a l'habitatge. Més endavant, s'amplià la seva planta amb dues tramades, una cada cantó, d'igual tipus i mantenint el nivell del ràfec. L'any 1721 la tramada afegida a la dreta creix ocupant part dels patis. Posseeix un portal dovellat i estucats del 1800 a la façana. La sala gran de la planta noble està travessada per una jàssera on es canvia el sentit de la coberta, vista interiorment, ja que no té golfes.

## Història
El 1659 podria ser la data d'una llinda que té els darrers nombres no gaire clars. En el 1707 data l'espitllera de l'escala. L'estuc data del 1800 i el 1840 es realitzen obres a la planta noble (data del festejador de la sala central).